# Mount Davidson (British Columbia)
Der Mount Davidson ist ein 2516 m hoher Berg mit einer Schartenhöhe von 236 m im Südwesten der kanadischen Provinz British Columbia, auf der Grenze zwischen Squamish-Lillooet Regional District und Cariboo Regional District.

## Geographie
Der Mount Davidson liegt in den Garibaldi Ranges der Coast Mountains im Garibaldi Provincial Park. Er ist vom Skigebiet Whistler-Blackcomb aus sichtbar und liegt 18 km südlich von Whistler. Der nächsthöhere Berg ist der Castle Towers Mountain (2676 m), 3 km westlich von ihm. Der Cheakamus Glacier liegt zwischen den beiden Gipfeln. Die Abflüsse der Niederschläge und das Schmelzwasser des Gletschers fließen in Zuflüsse des Cheakamus River.

## Geschichte
Die Erstbesteigung wurde 1929 durch Neal M. Carter und Emmy Milledge ausgeführt. Der Berg ist nach Professor John Davidson (1878 – 1970) benannt, der das Wissen um die Pflanzenwelt im Garibaldi Park erheblich erweiterte. Der Name des Berges wurde am 2. September 1930 vom Geographical Names Board of Canada offiziell anerkannt.

## Klima
In Bezug auf die Klimaklassifikation nach Köppen und Geiger herrscht am Mount Davidson ein Westseiten-Seeklima. Die meisten Wetterfronten stammen vom Pazifik und bewegen sich ostwärts auf die Coast Mountains zu, wo sie durch die Berge zum  Aufsteigen (Windstau) gezwungen werden, was wiederum dazu führt, dass die enthaltene Feuchtigkeit in Form von Regen oder Schnee abgegeben wird. Im Ergebnis führt das zu hohen Niederschlägen in den Coast Mountains, insbesondere zu starken Schneefällen im Winter. Die Temperaturen können unter −20 °C fallen, unter Berücksichtigung von Windchill-Einfluss unter −30 °C. Die Monate Juli bis September bieten die besten Wetterbedingungen für einen Aufstieg.